# 夏克拉格 (伊利諾伊州)
夏克拉格（英語：Shakerag）是位於美國伊利諾伊州威廉森縣的一個非建制地區。該地的面積和人口皆未知。

## 地理
夏克拉格的座標為37°49′20″N 88°54′32″W / 37.82222°N 88.90889°W，而該地的平均海拔高度為135米（即443英尺）。